# 古氏积木

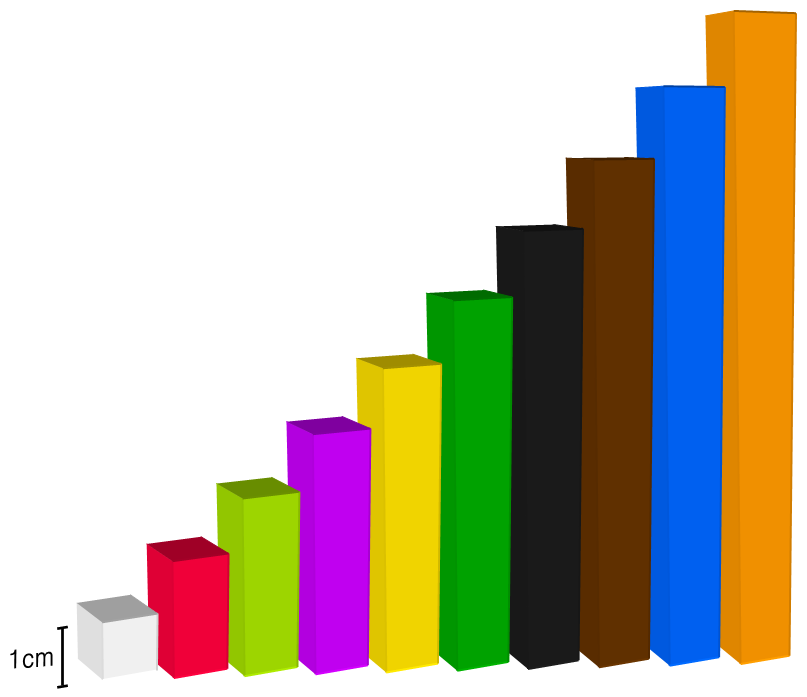

古氏積木（Cuisenaire rods）是一種應用於數學和語言教學的彩色積木，由比利時小學教師喬治·古辛納（Georges Cuisenaire）於20世紀初研發。每種顏色的積木代表不同的長度，從1公分到10公分不等，幫助學生通過視覺和觸覺理解數學概念，如數值關係、加減法、乘除法等。古氏積木不僅在數學教學中廣泛使用，還被應用於語言教學領域，例如由迦勒·加特尼奧（Caleb Gattegno）發展的「默示教學法」（The Silent Way），利用積木輔助學習者掌握語言結構和語法。

## 起源
古氏積木由一位比利時的小學老師喬治·古辛納（1891-1976）所研發，古辛納將彩色古氏積木應用在數學教學上，其學生在學數學時因有了積木的輔助，更容易瞭解老師所教授的東西，並能在此種教學法中得到樂趣。在1952年時，古辛納出版了積木的使用手冊，說明積木的使用方法。

## 古氏積木的構成
古氏積木為十種不同的顏色及長度積木所構成，相同顏色的積木為相同的長度。其構成的顏色及長度如下述：
1. 白色積木：一公分長
2. 紅色積木：兩公分長
3. 淺綠色積木：三公分長
4. 紫色積木：四公分長
5. 黃色積木：五公分長
6. 深綠色積木：六公分長
7. 黑色積木：七公分長
8. 棕色積木：八公分長
9. 藍色積木：九公分長
10. 橘色積木：十公分長

## 語言教學上的應用
Dr. Caleb Gattegno在1953年接觸了古氏積木，他進一步的運用古氏積木在語言教學上，並應用了部分認知心理學的原理，發展出以學習者為中心的語言教學法－默示教學法。

## 外部連結
- Cuisenaire and Gattegno
- 默示教學法的介紹